# Auckland (region)
Auckland är en av Nya Zeelands 16 regioner och är belägen på Nordön. Regionen har fått sitt namn från staden Auckland som ligger mitt i regionen. Av Nya Zeelands regioner är Auckland den med störst befolkning och även den mest kraftfulla sett ur ekonomisk synvinkel. 

## Befolkning
Trots sin ringa storlek är regionen Nya Zeelands mest befolkade område med sina 1 571 718 personer (folkräkning 2018), vilket utgör 33,4 % av landets befolkning. Regionen har ökat sin befolkning med över 260 000 personer mellan 2006 och 2018.
| Befolkningsutvecklingen i Auckland 1991–2018 | Befolkningsutvecklingen i Auckland 1991–2018 | Befolkningsutvecklingen i Auckland 1991–2018 | Befolkningsutvecklingen i Auckland 1991–2018 | Befolkningsutvecklingen i Auckland 1991–2018 |
| -------------------------------------------- | -------------------------------------------- | -------------------------------------------- | -------------------------------------------- | -------------------------------------------- |
|                                              |                                              |                                              |                                              |                                              |
| År                                           |                                              |                                              | Folkmängd                                    |                                              |
| 1991                                         | 1991                                         |                                              | 943 773                                      |                                              |
| 1996                                         | 1996                                         |                                              | 1 068 660                                    |                                              |
| 2001                                         | 2001                                         |                                              | 1 158 891                                    |                                              |
| 2006                                         | 2006                                         |                                              | 1 304 958                                    |                                              |
| 2013                                         | 2013                                         |                                              | 1 415 550                                    |                                              |
| 2018                                         | 2018                                         |                                              | 1 571 718                                    |                                              |
|                                              |                                              |                                              |                                              |                                              |

## Administration
De sju distrikten i regionen slogs ihop med den regionala administrationen 2010. Samtidigt överfördes en del av regionen till Waikato.